# Castilla (Weinbaugebiet)

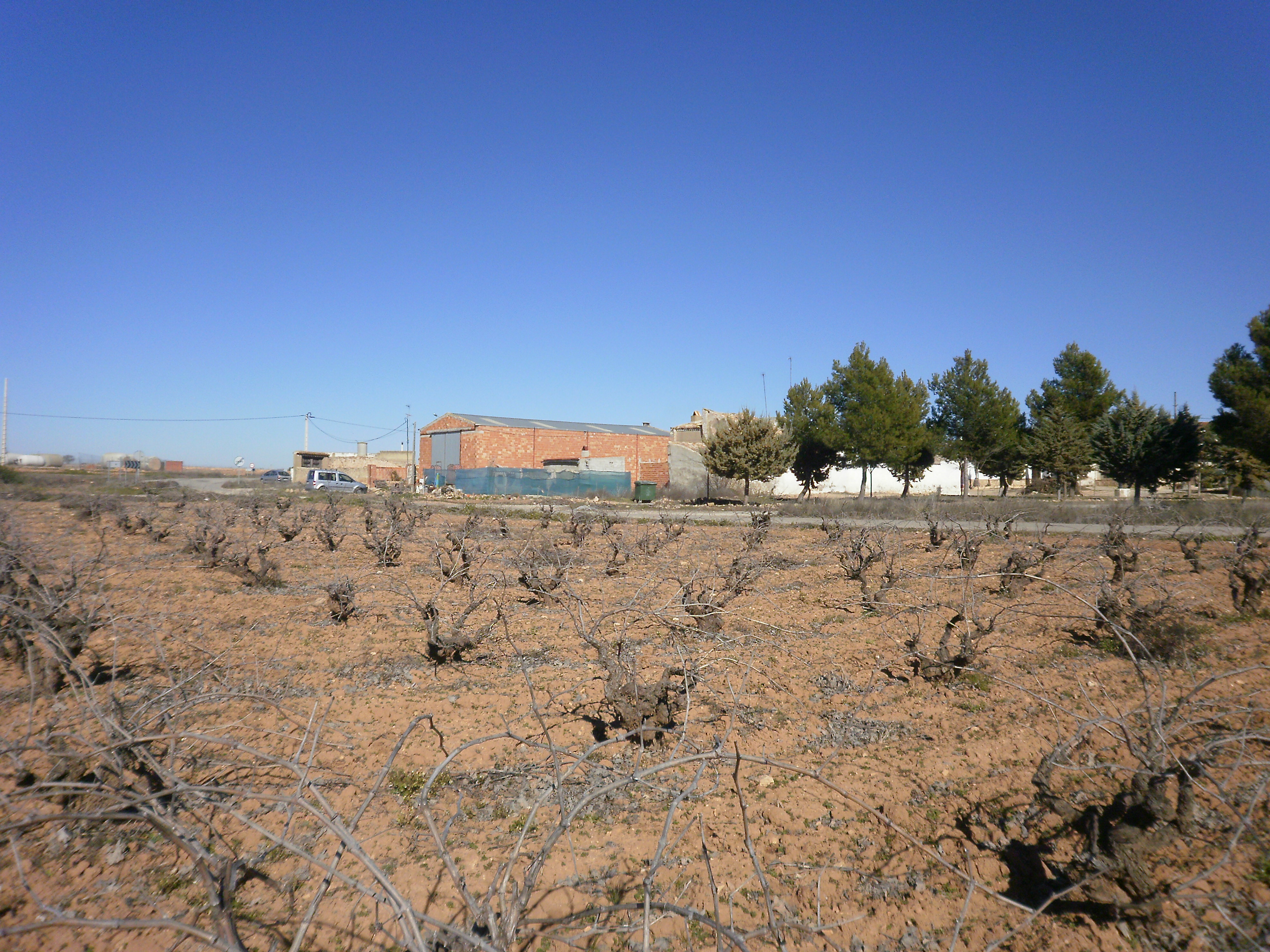
Reben im Winter bei Casas-Ibáñez

Castilla (spanisch für Kastilien) ist ein Weinbaugebiet im Zentrum Spaniens, welches die gesamte Autonome Gemeinschaft Kastilien-La Mancha umfasst. Die produzierten Weine sind in der Qualität eines Landweins (spanisch Vino de la Tierra), womit sie in der Qualitätspyramide spanischer Weine unterhalb derer aus den bekannten Weinbaugebieten mit Denominación de Origen (kurz D.O., spanisch für Herkunftsbezeichnung) stehen.
Die Landweine sind nach europäischem Recht im Vergleich zu Weinen mit Denominación de Origen nicht durch eine geschützte Ursprungsbezeichnung (spanisch Denominación de Origen Protegida, kurz DOP), sondern nur durch eine geschützte geografische Angabe (spanisch Indicación Geográfica Protegida, kurz IGP) geschützt. Entsprechend findet man häufig die Kurzbezeichnungen Castilla VdlT oder Castilla IGP (deutsch Castilla g.g.A.).
Die Landweine aus Castilla sind zu zwei Dritteln Rotweine. Der Rest sind hauptsächlich Weißweine, Roséweine machen nur 6 Prozent aus. In geringem Umfang werden auch weiße Likörweine, Schaumweine und weißer Vino de Aguja produziert. Der Großteil der Weine sind in einfacher Qualität und günstig. Castilla ist ein Weinbaugebiet der Massenproduktion. Dennoch gibt es auch hier einige qualitativ sehr hochwertige und hochpreisige Weine, diese machen aber nicht das Weinbaugebiet und dessen Image aus.
Die Produktion verteilt sich auf knapp 15.000 Winzer, aber auf nur 183 Bodegas, wo der Wein verarbeitet wird. Damit stellt eine Bodega im Durchschnitt 2,5 Millionen Liter Wein her pro Jahr – eine im spanischen Vergleich sehr große Menge. Mit insgesamt 4.455.694 Hektolitern produziertem Wein pro Jahr (Stand: Saison 2020/2021) ist Castilla das größte spanische Weinbaugebiet gemessen an der Produktionsmenge. Zwei Drittel des verkauften Weins wird exportiert, vor allem nach Deutschland.
Gemessen an der Fläche ist Castilla mit 132.811 Hektar nur dem Weinbaugebiet La Mancha knapp unterlegen. Dabei ist allerdings anzumerken, dass es in Kastilien-La Mancha und damit innerhalb des Weinbaugebiets Castilla noch weitere Weinbaugebiete gibt mit dem höheren Status einer Denominación de Origen – z. B. das Weinbaugebiet La Mancha. So gibt es einige Weinberge in Castilla, auf denen sowohl ein Wein mit einer Denominación de Origen als auch Landwein mit der Bezeichnung Castilla IGP produziert werden kann. Für die Denominaciones de Origenes gelten strenge Qualitätsstandards als für den Landwein mit Castilla IGP, außerdem bietet die Castilla IGP mehr Freiheiten für die Winzer hinsichtlich Rebsorten und Herstellungsmethoden.

## Rebsorten
Folgende Rebsorten sind im Anbaugebiet Castillo zugelassen:
- Rote Rebsorten: Bobal, Cabernet Sauvignon, Garnacha tinta, Merlot, Monastrell, Petit Verdot, Syrah, Tempranillo (lokal Cencibel oder Jacivera genannt), Coloraíllo, Frasco, Garnacha tintorera, Moravia agria, Moravia dulce oder Crujidera, Negral oder Tinto Basto und Tinto Velasco
- Weiße Rebsorten: Airén, Albillo, Chardonnay, Macabeo oder Viura, Malvar, Sauvignon Blanc, Merseguera, Moscatel de grano menudo, Pardillo oder Marisancho, Pedro Ximénez sowie Torrontés